# Цукерман, Джереми
Джереми Цуккерман — американский композитор и музыкант, наиболее известный благодаря саундтреку к мультсериалам «Легенда об Аанге» и «Легенда о Корре».

## Фильмография
1. «He Lives»
2. «A Leading Man»
3. «Radius»
4. «Легенда о Корре»
5. «Легенда об Аанге»
6. «Кунг-фу панда: Удивительные легенды»
7. «Просто Пек»
8. «Витрина DC: Мираж»
9. «Витрина DC: Джона Хекс»
10. «Витрина DC: Зелёная Стрела»
11. «Витрина DC: Супермен/Шазам! – Возвращение Чёрного Адама»

### Играет самого себя
1. «Avatar Spirits»